# 64975 Джіанрікс
64975 Джіанрікс (64975 Gianrix) — астероїд головного поясу, відкритий 10 січня 2002 року.
Тіссеранів параметр щодо Юпітера — 3,217.